# ماثيو نوغويرا
ماثيو نوغويرا هو لاعب كرة قدم كندي في مركز حراسة المرمى، ولد في 18 مارس 1998 في تورونتو في كندا. لعب مع نادي ماريتيمو.

## وصلات خارجية
- ماثيو نوغويرا على موقع قاعدة بيانات كرة القدم.إي يو (الإنجليزية)
- ماثيو نوغويرا على موقع Soccerway.com (الإنجليزية)